# Sierk Keuning
Sierk Keuning (Arnhem, 4 december 1934 – aldaar, 18 april 2019) was een Nederlands politicus.

## Familie
Keuning is een zoon van Sierk Minnes Keuning en Elizabeth Geertruida Harmsen. Hij trouwde met Geertruida Dina (Trudi) Berends. Zij was lid van de Provinciale Staten van Gelderland (1970-1974) voor DS'70.

## Loopbaan
Keuning was ambtenaar bij de Nederlandse Spoorwegen, medewerker bij het Nederlands Verbond van Vakverenigingen en financieel adviseur bij de Raad voor de Kinderbescherming in Arnhem. Na zijn Kamerlidmaatschap werd hij directeur van de Nierstichting (1975-1976) en Simavi (1976-1982). Hij was aansluitend lid van het dagelijks bestuur van Simavi (1982-1996).
In zijn politieke loopbaan was Keuning lid van het bestuur PvdA gewest Gelderland, lid van het afdelingsbestuur en lid van de partijraad van de PvdA (1958-1962). Hij werd gemeenteraadslid van Arnhem (1962-1963). Keuning stapte over naar DS'70. Van 28 juli 1971 tot 15 april 1975 was hij lid van de Tweede Kamer der Staten-Generaal. Hij was tevens fractiesecretaris. Hij hield zich in de Kamer vooral bezig met financiën, economische zaken, volkshuisvesting, ontwikkelingssamenwerking en ambtenarenzaken (waaronder het spreidingsbeleid). Keuning overleed in 2019 op 84-jarige leeftijd.
- Parlement.com: vg09llevdlxh